# Kalmodulin-1
A kalmodulin-1 a CALM1 gén által kódolt humán fehérje.
A kalmodulinok a kalciumdependens sejtkommunikációs utakban fontosak az ioncsatornák, enzimek, akvaporinok és más fehérjék irányításával. Kalciumkötő fehérje az eukariótákban lévő EF-kézzel. Fontos számos sejtútban és számos célfehérjéhez kötő kalciumdetektor. Több mint 20 aminosav aktivációját stimulálja, segítve számos fiziológiás funkció irányítását. A sejtproliferáció számos szabályzó szerepéhez szükséges a sejtciklus számos pontján.
A kalciumligandumhoz kötve a kalmodulin alakja megváltozik több fehérjetípussal, például foszfatázokkal, ioncsatornákkal és kinázokkal való reakcióhoz. Ez összefügg a sejtfolyamatokkal, például az izomkontrakcióval, a neurotranszmitter-kibocsátással és a génexpresszióval.

## Funkció
A kalmodulin 1 a kalmodulinok közel 20 ismert taggal rendelkező családjának elsőként felfedezett tagja. Ezek nagy kalciumaffinitású citoszolikus vagy membránfehérjék. A kalmodulin-1 149 aminosavval és 4 kalciumkötő EF-kézzel rendelkezik. Funkciói közé tartozik a sejtnövekedés és a sejtciklus szabályzása, a sejtkommunikáció és a neurotranszmitter-kibocsátás.

## Génexpresszió
Emberben a kalmodulinnak 3 izoformája van, melyeket a CALM1, CALM2 és CALM3 homológ génváltozatai kódolnak. Ezek mind eltérő, de közeli kapcsolatban lévő kalmodulinformákat kódolnak. A nukleinsavak szintjén a CALM1 és CALM2 kódoló szakaszai 15, a CALM2 és a CALM3 szakaszai 13%-kkal térnek el.
A kalmodulin-1 a 14. kromoszómán található, és a 3 kalmodulinizoforma egyike. Minden humán szövetben megtalálható, de expressziója szövettípusfüggő. Az agy, a vér és az izmok nagymértékben expresszálják.
A testben a CALM1 fontos az izomkontrakcióban és -relaxációban a harántcsíkolt és a simaizmokban is. A szívben a CALM1 a hatékony szívjelzés irányítására szolgáló kalciumjelzéshez fontios. A kalcium/kalmodulin-dependens kinázok (CaMK) együtt működnek a kalciumjelzéshez. A CAMKII, a leggyakoribb izoforma a szívben található, ahol összekapcsolja az excitációt és a kontrakciót. A kalmodulin-1 fontos az immunitásban a limfociták révén is, ahol az immunsejtfunkcióban és az aktivációban fontos. A csontban a kalmodulin-1 összefügg az oszteoblasztokkal, az oszteoklasztokkal és az oszteocitákkal a sejtbeli kalciumjelzés révén, mely biztosítja a megfelelő csontmineralizációt, -reszorpciót és -átrendezést.
A kalmodulin-1 két transzkriptumtípusban expresszálható, melyek hosszban és helyben térnek el. A fő minden szövetben jelen van, hossza 1,7 kb. A kisebb transzkriptum 4,1–4,4 kb hosszú, és csak agyban és harántcsíkolt izomszövetben található. A különbség oka az eltérő bontási és poliadenilációs (APA) jel, melyek lehetővé teszik az eltérő mRNS-izoformákat.

### Pszeudogének
A kalmodulin-1-nek 2 ismert pszeudogénje van, ezek a CALM1P1 és a CALM1P2. A CALM1P1-et először a 7-es, a CALM1P2-t az X-kromoszómán találták. Ezeknek nincs intronuk, nyitott leolvasási keretükben több mutáció van, így nincs funkciójuk.

### Leképezés
Humán és rágcsáló-hibridizálttestisejt-csoportok alapján a kalmodulin-1 komplementer DNS-e a 14-es kromoszómán van csekély hibridizációs aktivitással a 7., valamint kis érintettséggel az X-kromoszómán.

## Azonosítók
- Fehérje: P62158 (CALM_HUMAN)
- Gén: 114180

| hsa04020 | Kalciumjelzőút                  |                                |                                |
| hsa04070 | Foszfatidilinozit-jelzőrendszer |                                |                                |
| hsa04114 | Oocita-meiózis                  |                                |                                |
| hsa04270 | Vaszkulárissimaizom-kontrakció  |                                |                                |
| hsa04720 | Hosszútávú potenciáció          |                                |                                |
| hsa04722 | Neurotrofin-jelzőút             |                                |                                |
| hsa04740 | Olfactorius transzdukció        |                                |                                |
| hsa04744 | Fototranszdukció                |                                |                                |
| hsa04910 | Inzulinjelzőút                  |                                |                                |
| hsa04912 | GnRH-jelzőút                    |                                |                                |
| hsa04916 | Melanogenezis                   |                                |                                |
| hsa05010 | Alzheimer-kór                   |                                |                                |
| hsa05214 | Glióma                          | A kalmodulin-1-család doménjei | A kalmodulin-1-család doménjei |
| PF00036  | EF-kéz                          |                                |                                |
| PF08726  | Ca2+-inszenzitív EF-kéz         |                                |                                |
| PF12763  | Sejtvázszabályzó komplex EF-kéz |                                |                                |
| PF13202  | EF-kéz                          |                                |                                |
| PF13405  | EF-kéz-domén                    |                                |                                |
| PF13499  | EF-kéz-doménpár                 |                                |                                |
| PF13833  | EF-kéz-doménpár                 |                                |                                |
| PF14658  | EF-kéz-domén                    |                                |                                |

## Kölcsönhatások
A kalmodulin-1 az alábbi fehérjékkel kölcsönhat:
- AKAP9,[10]
- androgénreceptor,[11]
- IQGAP1,[12][13]
- PPEF1,[14]
- TRPV1.[15]

## Mutációk
A CALM1, CALM2 vagy CALM3 mutációk súlyos szívhibákhoz vezethetnek, ilyenek például a hosszú QT-szindróma (LQTS) vagy a katekolaminerg polimorf ventrikuláris tachikardia (CPVT). A kalmodulinnal összefüggő betegségeket vizsgáló tanulmányok több kalmodulin által módosított fehérjét találtak, melyek meghatározzák a mutációk virulenciáját, ilyenek a Cav1.2 L-típusú szív-kalciumcsatornát, a szarkoplazmatikusretikulum-kalciumkibocsátócsatorna és a rianodinreceptor 2 (RyR2).
A CALM1-mutációkat általában 10 éven aluli betegekben diagnosztizálják, míg a CALM2- és CALM3-mutációk gyakran felnőttkorban jelentkeznek. A hibás kalmodulinok a fontos kalciumjelzés interferenciáját okozzák a szívizomban, zavarva a membrán ioncsatornáit. Ez életveszélyes szívzavarokat okozhat kamaszkorban.

### CALM1-gyel kapcsolatos betegségek
- Hosszú QT-szindróma-14 (LQT14):[17][18] a CALM1-gén heterozigóta mutációjakor jelentkeznek a 14. kromoszóma q32 sávjában. Gyakran életveszélyes ventrikuláris aritmiát okoznak fiatalkorban állandó alternáns T-hullámokkal, hosszú QTc-intervallumokkal és szabálytalan 2:1 atrioventrikuláris zavarokkal.
- Katekolaminerg polimorf ventrikuláris tachikardia (CPVT):[19] vasovagalis szinkopéval vagy hirtelen szívinfarktussal jelentkező örökletes betegség edzés vagy hirtelen érzelmi szakaszok esetén. A rianodinreceptor 2-csatorna mutációi a dominánsan öröklött CPVT-esetek mintegy 50%-át okozzák.

Egyes CPVT-s betegek esetén eltérő mutációk vannak a kalmodulin-1-génen. Ez zavarja a megfelelő működést, abnormális kalciumkontrollt okozva a szív sejtjeiben. Ez ventrikuláris aritmiát okoz vasoconstrictio esetén, például edzés vagy stressz esetén.

## Fordítás
Ez a szócikk részben vagy egészben  a   Calmodulin 1 című angol Wikipédia-szócikk ezen változatának fordításán alapul.  Az eredeti cikk szerkesztőit annak laptörténete sorolja fel. Ez a jelzés csupán a megfogalmazás eredetét és a szerzői jogokat jelzi, nem szolgál a cikkben szereplő információk forrásmegjelöléseként.